# Johann Elert Bode
Johann Elert Bode (ur. 19 stycznia 1747 w Hamburgu, zm. 23 listopada 1826 w Berlinie) – niemiecki astronom, dyrektor obserwatorium w Berlinie (1787–1826).
Pracował nad ustaleniem orbity Urana, któremu nadał nazwę. Przyczynił się do rozpowszechnienia prawa Titiusa-Bodego, przypisuje mu się odkrycie galaktyki Messier 81, nazywanej również „galaktyką Bodego”.
Jego uczniem był polski astronom Wincenty Wiszniewski.

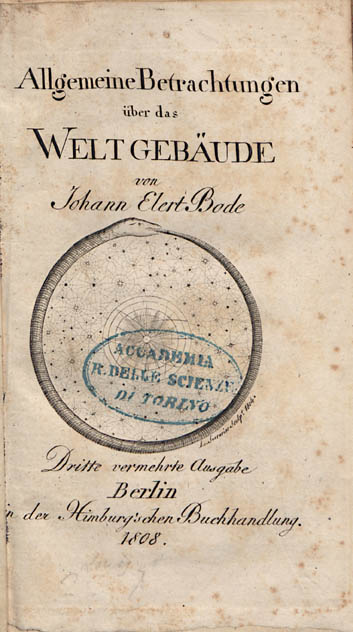
Allgemeine Betrachtungen über das Weltgebäude, 1808